# Sutomišćica
Sutomišćica je malo turističko naselje i lučica na istočnoj obali otoka Ugljana. Naselje je niknulo u lijepoj istoimenoj uvali 2 km udaljenoj od trajektnog pristaništa u Prekom, a nalazi se između Poljane i Lukorana. 
Jugozapadno od naselja nalazi se brdo Vela glava (238 m), odakle se pruža izvanredno lijep pogled na zadarski arhipelag i Ravne kotare. Na regionalnoj je prometnici koja prolazi uzduž otoka. Sutomišćica nudi sigurno sidrište nautičarima i raspolaže vezovima u najmlađoj marini Zadarske županije. Lijepo obrađeni vrtovi u kojima se ističu stabla mogranja koji dozrijeva u rujnu, oko dana zaštitnice mjesta sv. Eufemije. 
U Sutomišćici se nalazi poznati barokni ljetnikovac zadarske obitelji Lantana, iz 1686. Ljetnikovac s prostranim parkom i kapelom je primjer baroknoga dvorca mletačke vrste. U njemu se vršila primopredaja dužnosti talijanskih namjesnika za Dalmaciju i Albaniju. 
Župna crkva posvećena sv. Eufemiji spominje se 1349.; današnja barokna crkva sagrađena je 1679. Na oltaru sv. Jeronima vrsna barokna slika nepoznata venecijanskog majstora. 

## Stanovništvo
| broj stanovnika | 542   | 597   | 628   | 708   | 826   | 940   | 1100  | 918   | 858   | 871   | 778   | 683   | 438   | 441   | 354   | 336   | 380   |
|                 | 1857. | 1869. | 1880. | 1890. | 1900. | 1910. | 1921. | 1931. | 1948. | 1953. | 1961. | 1971. | 1981. | 1991. | 2001. | 2011. | 2021. |